# Cançó de guerra I (Janáček)
Cançó de guerra I, JW IV/2 (en txec Válečná I), és un coral per a cor de veus masculines sense acompanyament compost per Leoš Janáček i estrenat el 5 de juliol de 1873 a Brno.
La va acabar el 24 de juny de 1873, per la consagració de la bandera de l'associació coral masculina Svatopluk de Brno, fundada el 1868, que Janáček va dirigir de 1873 a 1876 i per la qual va escriure vuit cors masculins.